# Sakakibara Kenkichi
Sakakibara Kenkichi (榊原鍵吉, né le 19 décembre 1830 et mort le 11 septembre 1894) est un samouraï et épéiste japonais.
Il est le 14e directeur de l'école martiale japonaise traditionnelle des combats à l'épée Kashima Shinden Jikishinkage-ryū. Grâce à ses contacts, il obtient une certaine influence politique. Il enseigne l'escrime dans une académie militaire du gouvernement et sert également dans la garde personnelle des deux derniers shoguns du Japon.
Après la chute du shogunat Tokugawa, Sakakibara joue un rôle dans la préservation des techniques de sabre traditionnel japonais durant l'ère Meiji. Malgré son opposition à la pratique du combat à l'épée pour le sport, son travail au cours de cette période jette les bases du kendō moderne.

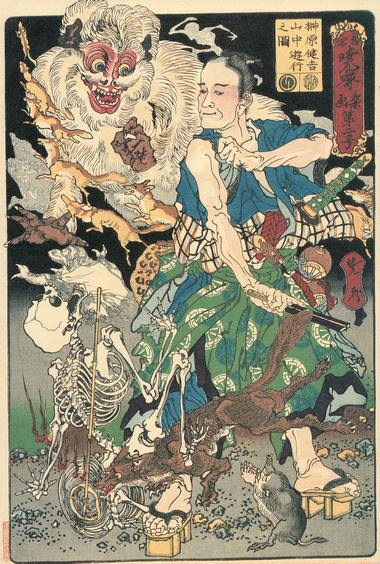
Sakakibara Kenkichi par l'artiste Kawanabe Kyōsai.